# Лагно, Надежда Петровна
Надежда Петровна Лагно — советский хозяйственный деятель, Герой Социалистического Труда.

## Биография
Родилась в 1937 году в селе Ульяновка. Член КПСС.
В 1955—1956 — рабочая маслоцеха районной заготовительной конторы «Укрглавмолоко».
В 1956—1982 — штамповщица, изолировщица запорожского кабельного завода «Запорожкабель» имени Ф. Энгельса производственного объединения «Запорожтрансформатор» Министерства электротехнической промышленности СССР.
Указом Президиума Верховного Совета СССР от 4 апреля 1975 года присвоено звание Героя Социалистического Труда с вручением ордена Ленина и золотой медали «Серп и Молот».
Делегат XXVI съезда КПСС.
Умерла в 2014 году в Запорожье.

## Награды и звания
- Герой Социалистического Труда (04.04.1975)
- Орден Ленина (20.04.1971, 04.04.1975)